# Homo signorum

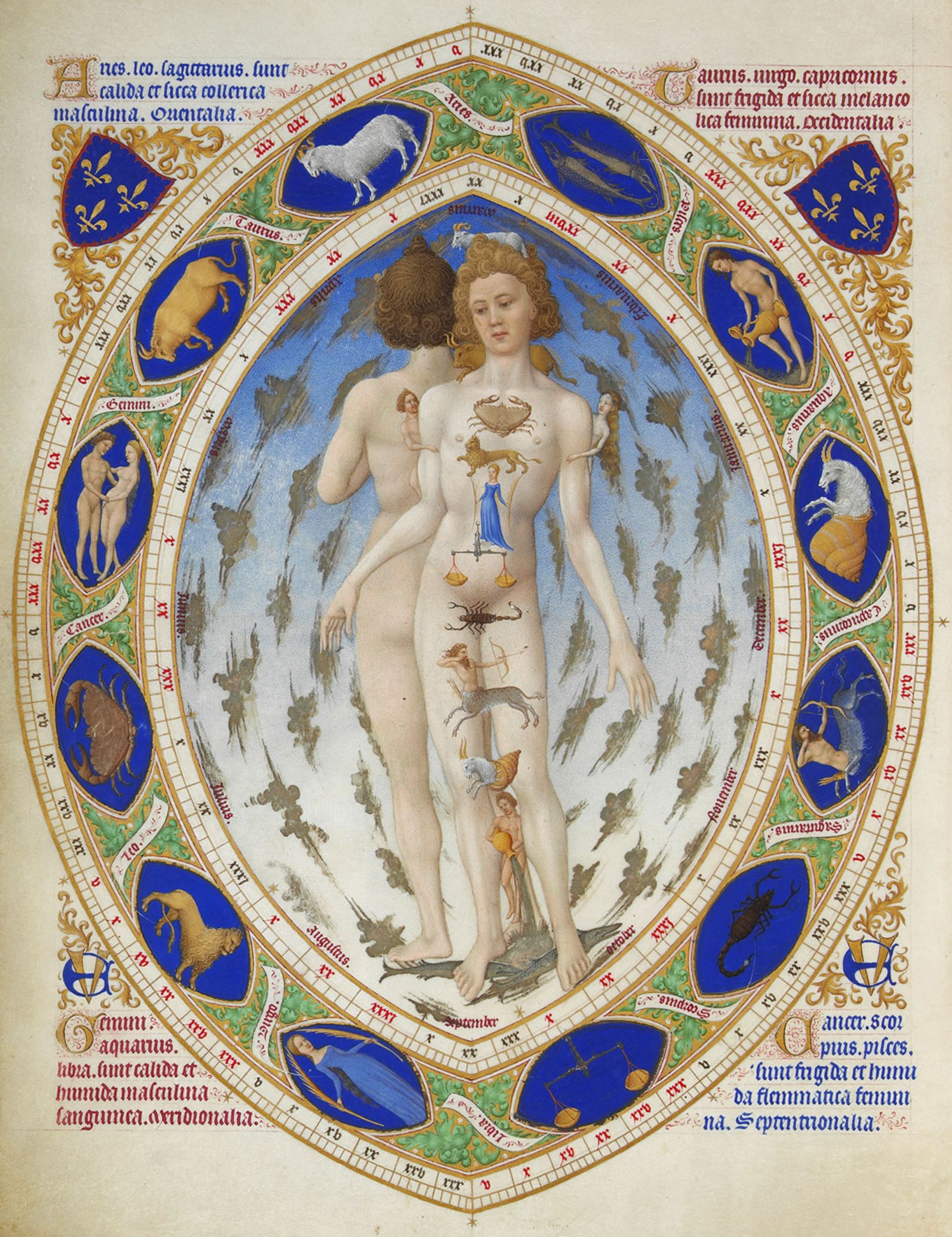
Homo signorum (1412-160), ilustração extraída do livro Les très riches heures (séc. XV) de João, Duque de Berry, atualmente exposta no Castelo de Chantilly, França (Ms. 65, fol. 14v).

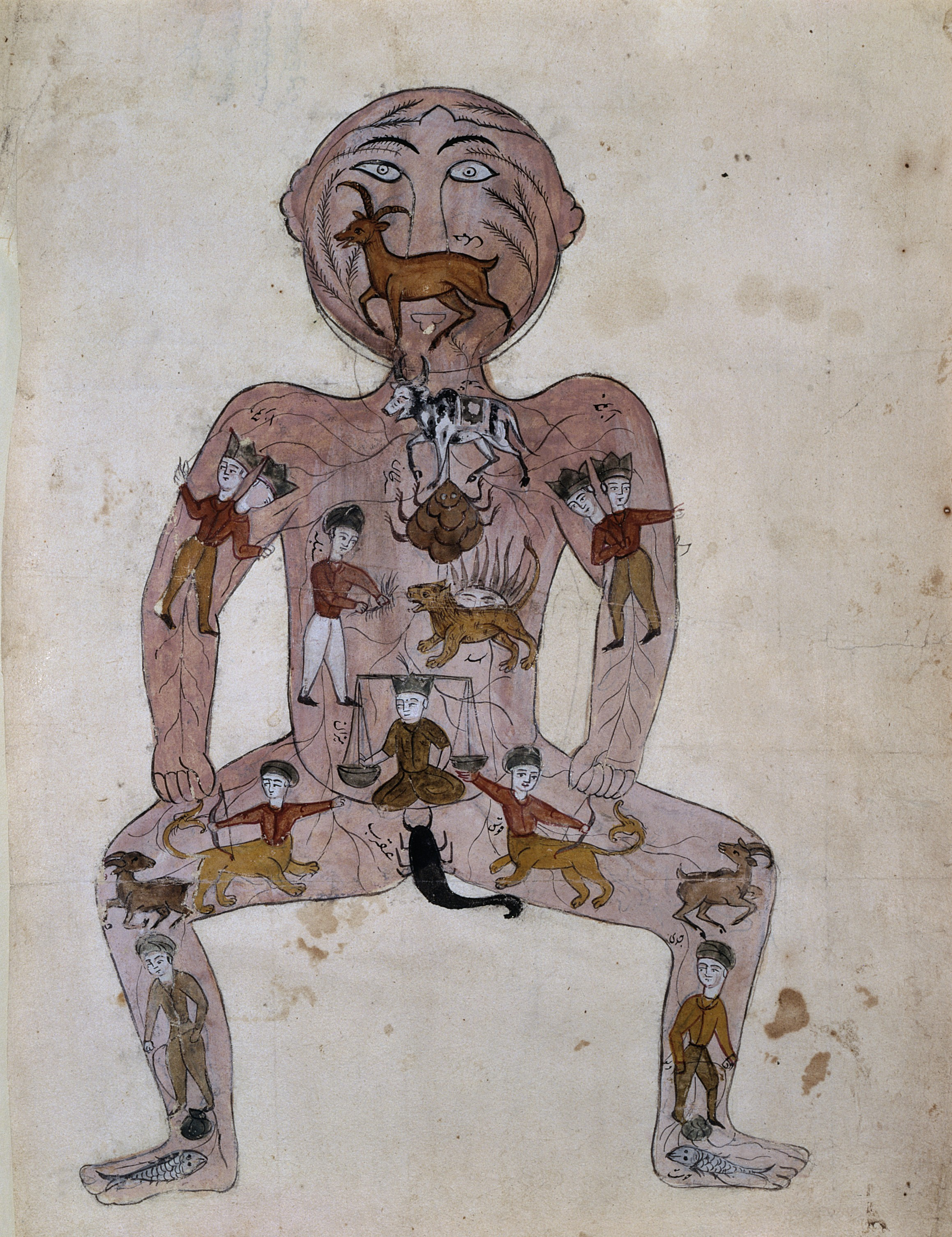
Homo signorum em ilustração da Pérsia, séc. XIX

Homo signorum (também conhecido como homem do zodíaco ou  homem dos signos), é uma figura que representa uma correlação entre os signos do zodíaco com partes do corpo humano. Representações do homo signorum são encontradas em desenhos e textos dos tempos clássicos, medievais e modernos, e aprece com maior frequência em calendários, livros de horas e em tratados de filosofia, astrologia e medicina da era medieval.
Na era medieval, antes da emergência do empirismo científico no século XVII, os médicos costumavam olhar em direção ao céu em busca de orientação. A partir da observação empírica, eles perceberam que a lua cheia era acompanhada por marés altas, de forma que teorizaram ser perigoso não estancar sangramentos ou hemorragia de uma parte do corpo cujo signo do zodíaco estivesse ocupado pela lua, pois acreditavam que o sangue poderia jorrar incontrolavelmente, tal como a elevação das marés.

## Origens
A associação de partes do corpo a signos do zodíaco foi uma teoria relativamente predominante durante a antiguidade e a era medieval. As associações "primárias" são as mais antigas e as mais comuns.
| Signo       | Associação primária | Associações secundárias                                                   |
| ----------- | ------------------- | ------------------------------------------------------------------------- |
| Áries       | cabeça              | olhos, glândulas adrenais, pressão arterial                               |
| Touro       | pescoço             | garganta, ombros, orelhas                                                 |
| Gêmeos      | ombros              | pulmões, nervos, braços, dedos                                            |
| Câncer      | peito               | seios, flancos, alguns fluidos corporais e órgãos                         |
| Leão        | lados               | estômago, coração, coluna, parte superior das costas, baço                |
| Virgem      | barriga             | abdômen, intestinos (grosso e delgado), vesícula biliar, pâncreas, fígado |
| Libra       | nádegas             | quadris, parte inferior das costas, rins, endócrinos                      |
| Escorpião   | genitália           | pelve, bexiga urinária, reto                                              |
| Sagitário   | coxas               | pernas, quadris, virilha                                                  |
| Capricórnio | joelhos             | canela, ossos, pele, tendão, nervo                                        |
| Aquário     | canela              | tornozelo, panturrilha, alguns vasos sanguíneos                           |
| Peixes      | pés                 | sola dos pés, extremidades                                                |

O conceito de homo signorum surgiu no período helenístico e o primeiro registro datado aparece em Astronomica, série literária do astrólogo romano Marco Manílio  No entanto, não há certeza de que o homo signorum tenha sido criação de Malínio, pois uma escrita cuneiforme de data desconhecida equeque pode ter sido elaborada .antes de Marco Manílio contém uma lista quase idêntica de divisões corporais e associação ao zodíaco.
Além disso, um texto em grego (περὶ μελῶν ζωδίων; Nos membros do signo zodiacal) que expande a associação entre signos e partes do corpo através da dodecatemoria — sistema que classifica signos dentro de signos, também conhecido como microzodíaco — sugere que o homo signorum pode estar associado à própria gênese da dodecatemoria. Acredita-se que a ideia surgiu na região da Babilônia, onde a crença de que o corpo humano funcionava em sintonia com os corpos celestes era amplamente difundida. Aparentemente, o sistema geral de signos do zodíaco relacionado à astrologia médica surgiu vários séculos antes de Manílio, e tem sido atribuído a filósofos diversos, como Pitágoras, Demócrito, Aristóteles e Hermes.

## Astrologia médica
O  homo signorum era usado na medicina medieval para determinar o momento ideal de realizar procedimentos cirúrgicos, administrar medicamentos, estancar o derramamento de sangue, entre outros procedimentos. O principal objetivo era evitar interferências da lua quando seu signo fosse correspondente a uma parte do corpo. A origem do procedimento é atribuída a Ptolemeu: "Membrum ferro ne percutito, cum Luna signum tenuerit, quod membro illi dominatur".

## Religião
Na visão religiosa, o homo signorum era descrito como uma figura nascida e criada nos céus e nas estrelas ou, mais comumente, associado aos corpos celestes em movimento. Isso evidencia certa influência de aspectos religiosos nas leituras zodiacais. A astrologia se juntou ao ao cristianismo durante o período medieval; e a medicina também tendeu a trabalhar lado a lado com os costumes cristãos prevalecentes na época. Os signos do zodíaco são considerados espirituais não apenas no cristianismo,mas a inúmeras outras religiões, incluindo o islamismo e o judaísmo.

## Feminismo marxista

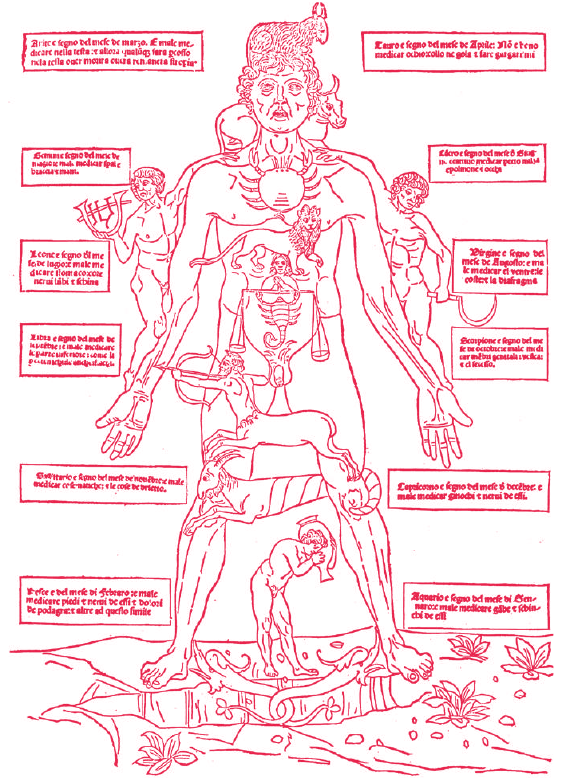
Homo signorum em gravura alemã extraída do livro Calibã e a Bruxa, no qual a autora afirma que a "concepção do corpo como um receptáculo de poderes mágicos derivava, em grande medida, da crença em uma correspondência entre o microcosmo do indivíduo e o macrocosmo do mundo celestial".

De acordo com Silvia Federici, a vivissecção dos corpos humanos durante os séculos XVI e XVII é o elemento central da especulação religiosa, filosófica e capitalista através da qual "se decidia quais propriedades poderiam viver e quais, em troca, deveriam morrer".
Nessa visão, o corpo é interpretado como a condição necessária para a existência da força de trabalho, de modo que a intervenção da filosofia mecanicista sobre os corpos buscavam erradicar as crenças pré-capitalistas para criar as bases de mecanização do corpo.
Em Calibã e a Bruxa, Federici argumenta que "a mecanização do corpo é a tal ponto constitutiva do indivíduo que, ao menos nos países industrializados, a crença em forças ocultas não coloca em perigo a uniformidade do comportamento social".
O homo signorum, tal como as mulheres "bruxas", seriam dotados de poderes mágicos; e como estes eram interpretados como fatores debilitantes do princípio da responsabilidade individual capazes de expor a relação causal entre corpo e zodíaco, eram vistos como ameaças à burguesia e, por isso, precisavam ser combatidos.
A incompatibilidade da magia com a disciplina do trabalho capitalista e com a exigência de controle social é uma das razões pelas quais o Estado lançou uma campanha de terror contra a magia [...] Até mesmo o materialista Hobbes, mantendo distância, deu sua aprovação."Quanto às bruxas, escreveu [Hobbes, em Leviatã (1651)]: "Não creio que sua bruxaria contenha em si nenhum poder efetivo: mas é justo que as castiguem pela falsa crença que têm de ser a causa do malefício e, ademais, por seu propósito de fazê-lo, se puderem".

## Figuras relacionadas
Além do homem do zodíaco, outras figuras e diagramas relacionadas ao corpo humano também são bem conhecidas e foram usadas na antiguidade. Há o homem das veias, a mulher, o homem ferido, o homem doente e o esqueleto. Todas essas figuras usam modelos diferentes e apesar da dificuldade em determinar se há alguma relação direta entre elas, todas estão focadas no corpo humano, que é o componente central do homo signorum.